# Alain De Carvalho
Alain De Carvalho, né le 9 juin 1953 à Ussel (Corrèze), est un coureur cycliste professionnel français.

## Biographie
Alain De Carvalho fut professionnel à partir de 1977 dans les équipes dirigées par Jean de Gribaldy avec lesquelles il disputera le Tour de France.

## Palmarès
- Amateur
  - 1969-1976 : 50 victoires
- 1973
  - Trophée du Limousin
  - Prix de la Garenne d'Ussel
- 1974
  - Champion du Limousin sur route
  - Trophée du Limousin
- 1975
  - 2e étape du Circuit de Saône-et-Loire
  - 2e de Bordeaux-Saintes
  - 3e du championnat du Limousin sur route
- 1976
  - 3e étape de la Route de France
  - 7e étape du Tour de l'Avenir
  - Grand Prix d'Oradour-sur-Vayres
  - 2e du Grand Prix de France
  - 3e du Circuit des Monts du Livradois
  - 3e du Grand Prix de Puy-l'Évêque
  - 9e du Tour de l'Avenir
- 1979
  - 3e de la Route nivernaise
  - 3e du Tour du Vaucluse
- 1980
  - 7e du Grand Prix du Midi libre
- 1981
  - 3e du Tour du Vaucluse
- 1983
  - Trophée du Cher
  - 3e des Boucles du Bas-Limousin
- 1984
  - Boucles du Bas-Limousin
  - Tour du Canton d’Eygurande
  - Grand Prix d'Oradour-sur-Vayres
  - Nocturne de Tulle
- 1985
  - Boucles du Bas-Limousin

## Résultats sur les grands tours

### Tour de France
4 participations
- 1978 : 48e
- 1979 : 55e
- 1980 : abandon (12e étape)
- 1981 : 53e